# (7790) Miselli
(7790) Miselli (1995 DK2) – planetoida z pasa głównego asteroid okrążająca Słońce w ciągu 5,56 lat w średniej odległości 3,14 j.a. Odkryta 28 lutego 1995 roku.